# Mauna Kea-observatoriet
Mauna Kea-observatoriet är ett observatorium på kanten av en gammal vulkankrater på toppen av Mauna Kea, på Big Island i Hawai'i i USA. Totalt finns 2022 tolv teleskop inom anläggningen.

## Läge och administration
Observatoriet ligger på ett 212 hektar stort område, i det 450 km² stora Mauna Kea Science Reserve. Platsen är torr med ren luft och gynnsamt väder, har minimal ljusförorening och fri sikt mot himlen. Den ligger dessutom inte så långt från ekvatorn, och så högt att observationerna inte störs av vattenånga i jordens atmosfär.
Teleskopen finansieras och drivs av enskilda eller grupper av myndigheter och institutioner i olika länder. Två av dem administreras av University of Hawai'i. Placeringen av observatoriet har kritiserats av ursprungsbefolkningen, eftersom toppen på Mauna Kea är deras heligaste plats.

## Historia
De två första teleskopen på platsen hade en spegeldiameter på 0,6 meter. De anlades, tillsammans med ett tredje med en spegeldiameter på 2,2 meter, av University of Hawai'i med stöd av NASA mellan 1968 och 1970. De följdes av tre större teleskop år 1979. Det stora Keck-observatoriet, som har två teleskop med var sin tiometers spegel, togs i drift 1990 respektive 1996.
Det har föreslagits att ett stort  teleskop, Thirty Meter Telescope (TMT) med en spegeldiameter på 30 meter, skall byggas på  Mauna Kea. På grund av protester har bygget ännu inte kommit igång. Konstruktionen av själva teleskopet pågår dock.

## Teleskop
- Caltech Submillimeter Observatory (CSO), som drevs av Caltech, stängde 2015. Skall rivas.
- Canada–France–Hawai'i Telescope (CFHT) drivs av Kanada, Frankrike och University of Hawai'i.
- Gemini North Telescope drivs av USA, Storbritannien, Kanada, Chile, Australien, Argentina och Brasilien.
- NASA Infrared Telescope Facility (IRTF) drivs av NASA.
- James Clerk Maxwell Telescope (JCMT) drivs av Kina, Japan, Sydkorea, Taiwan, Storbritannien och Kanada
- Subaru Telescope drivs av National Astronomical Observatory of Japan.
- Sub-Millimeter Array (SMA) drivs av Taiwan och USA.
- United Kingdom Infrared Telescope (UKIRT) drivs av Lockheed Martin Advanced Technology Center, University of Hawaiʻi, och University of Arizona, men skall rivas.
- University of Hawaiʻi 2,2 m Telescope (UH88) drivs av University of Hawai'i.
- University of Hawai'i 910 mm telescope (Hoku Kea) drivs för närvarande av University of Hawaii at Hilo, men skall rivas.
- Ett av de tio teleskopen i the Very Long Baseline Array (VLBA) som drivs av USA.
- Keck-observatoriet drivs av  California Association for Research in Astronomy.

CSO, UKIRT och Hoku Kea, kommer att rivas, av hänsyn till lokalbefolkningen.